# Abra aequalis
Abra aequalis är en musselart som först beskrevs av Thomas Say 1822.  Abra aequalis ingår i släktet Abra och familjen Semelidae. Inga underarter finns listade i Catalogue of Life.